# Marcia del sale

Gandhi durante la marcia del sale, marzo 1930

La marcia del sale (in inglese Salt Satyagraha o Salt March, in hindī दांडी मार्च) fu una manifestazione non-violenta che si svolse dal 12 marzo al 5 aprile 1930 in India ad opera del Mahatma Gandhi, nell'ambito della Satyāgraha.
La manifestazione si svolse contro la tassa sul sale, su cui vigeva un assoluto monopolio imperiale, imposta dal governo britannico a tutti i sudditi dell'India, residenti europei compresi. Consistette in una marcia di oltre trecento chilometri a piedi da Ahmedabad a Dandi, nello stato del Gujarat, sull'Oceano Indiano, con lo scopo di raccogliere una manciata di sale dalle saline, rivendicando simbolicamente il possesso di questa risorsa preziosa al popolo indiano.

## Storia
Nonostante le ingenti riserve del Punjab (ad esempio nelle miniere di Raniganj e Khewra), del Rajputana e dei laghi del nord, la produzione indiana di sale si aggirava intorno alle 100.000 tonnellate/anno, insufficienti per soddisfare la domanda interna, e quindi il Paese era costretto ad importare la materia prima da Liverpool, Amburgo, Aden e dai porti egiziani del Mar Rosso. Mentre il governo dell'Afghanistan aveva avviato una mappatura geologica del territorio in previsione di una propria attività estrattiva pubblica, affrancandosi dall'impero inglese e russo nei confronti dei quali svolgeva la funzione di "zona cuscinetto", il deficit storico dell'India era anche motivato dall'assenza di operatori privati disposti ad investire nel settore.
In tale contesto di prezzi amministrati da soggetti esteri, la marcia del sale fu l'episodio più significativo del nazionalismo indiano dalla cessazione del "movimento di non cooperazione" del 1920-22, e seguiva direttamente la dichiarazione di sovranità ed autogoverno pronunciata dall'Indian National Congress il 26 gennaio 1930. La scelta di attaccare la tassa sul sale, invece di altre imposte imperiali, fu giustificata con il fatto che essa colpiva pressoché tutti gli indiani, anche quelli appartenenti alle caste più misere, mentre costituiva soltanto 8,2% del totale dei proventi dell'Impero britannico in India.
Ricordando la sospensione del movimento di non cooperazione del 1922, causata dall'aggressione con cui una turba indiana uccise 22 poliziotti disarmati inglesi a Chauri Chandra, Gandhi scelse di reclutare i discepoli, che lo avrebbero seguito verso Dandi, soprattutto tra i partecipanti del Bardoli Satyagraha del 1928, il cui successo era dipeso anche dalla sua natura assolutamente pacifica e priva di significativi incidenti. Inoltre, il Mahatma rivolse un appello direttamente al viceré, offrendosi di revocare la marcia se fossero state accolte undici richieste: quando fu chiaro che il viceré non intendeva neppure incontrarlo per esporre le richieste, nella sua base di Sabarmati Ashram, nei pressi di Ahmedabad, Gandhi pronunciò il discorso con le celebri parole: "ho chiesto in ginocchio pane ed invece ho ricevuto pietre".
La sera prima della partenza, Gandhi parlò di fronte a migliaia di persone: anche se quella fosse stata l'ultima sua preghiera, invitava a continuare a lottare senza mai ricorrere alla violenza. In questo, diede seguito ai fondamenti del suo pensiero della non violenza, secondo cui c'è "un'inviolabile connessione tra i mezzi ed il fine, alla stessa stregua di quella tra il seme e la pianta". La disposizione era che i marciatori vestissero tutti l'abito bianco detto white khadi.
La marcia a piedi si svolse per 24 giorni; agli iniziali 79 discepoli si aggiunsero molti altri dimostranti, per tutto il percorso, arrivando alle saline del Butan con migliaia di persone. Gandhi il 6 aprile 1930 a Dandi raccolse una manciata di sale direttamente sulla spiaggia, nel gesto che in violazione delle leggi imperiali compivano molti nullatenenti indiani rischiando l'arresto.
La polizia era presente sul posto per sedare la rivolta e si oppose all'avanzata dei manifestanti con duri colpi di manganello, ma i manifestanti continuarono ad andarle incontro, subendo i colpi senza reagire, subito sostituiti da altri quando cadevano. Gandhi proseguì a sud verso le saline di Dharasana, ma fu arrestato alla mezzanotte tra il 4 ed il 5 maggio 1930 prima di arrivare a destinazione.

## Conseguenze
L'episodio - molto più simbolico che deleterio per il monopolio del Regno Unito sul sale - ebbe molto scalpore in tutto l'Impero anglo-indiano, e perfino i giornali del Regno Unito ne diedero notizia. Il movimento di disobbedienza proseguì per quasi un anno, portando a circa 80.000 arresti di persone che violavano la tassa del sale allo stesso modo di Gandhi: cessò con il rilascio del Mahatma e con la convocazione di una seconda tavola rotonda per negoziati, da parte del viceré Lord Irwin, ma essa non produsse alcuna concessione concreta da parte del Regno Unito.